# Cone beam

Le cone beam (de l'anglais signifiant litt. « faisceau conique »), scanner 3D ou imagerie volumétrique par faisceau conique parfois désigné par l’acronyme CBCT (cone beam computed tomography) est une technique de tomodensitométrie permettant de produire une radiographie numérisée.

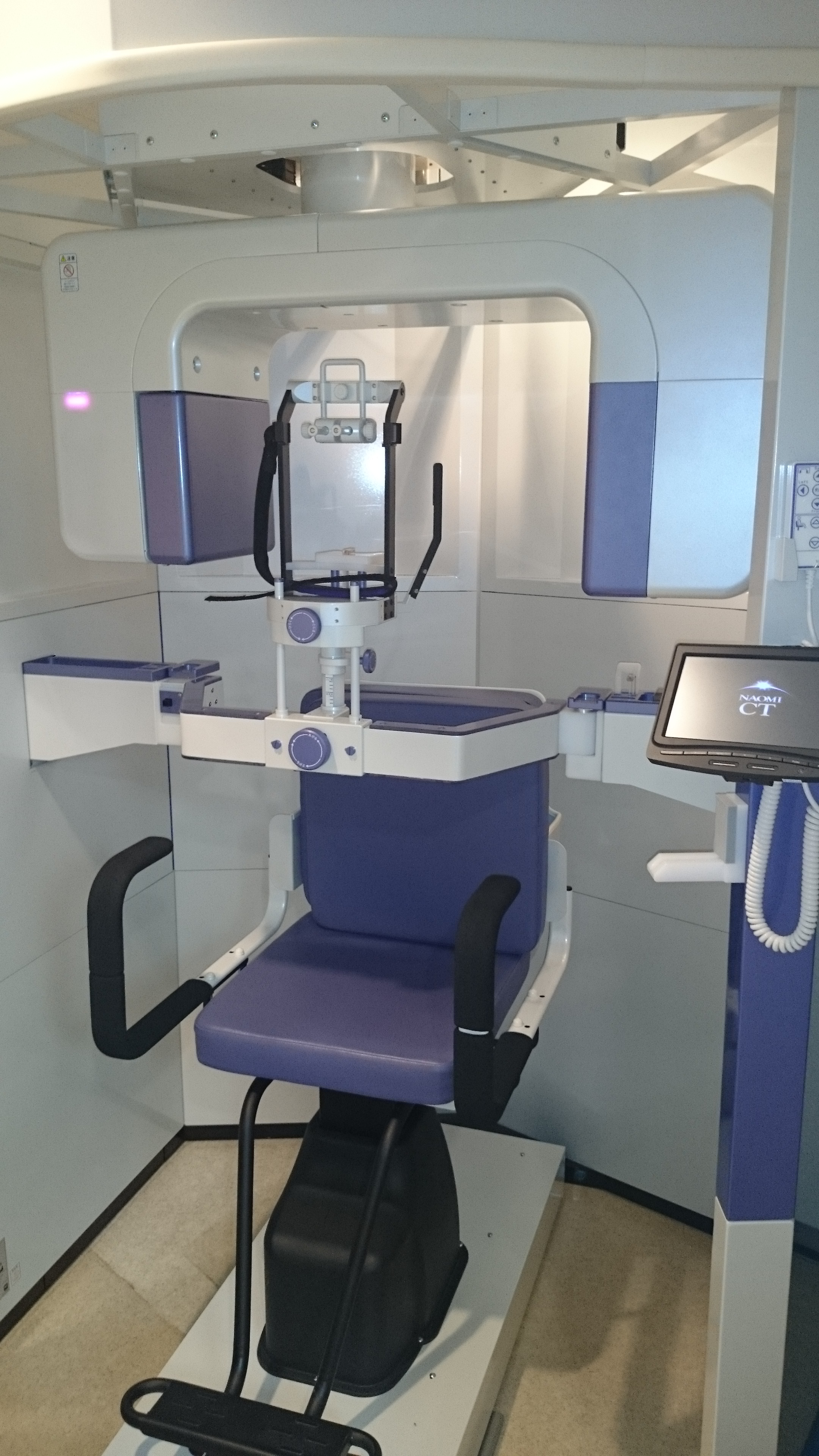
La machine et son scanner

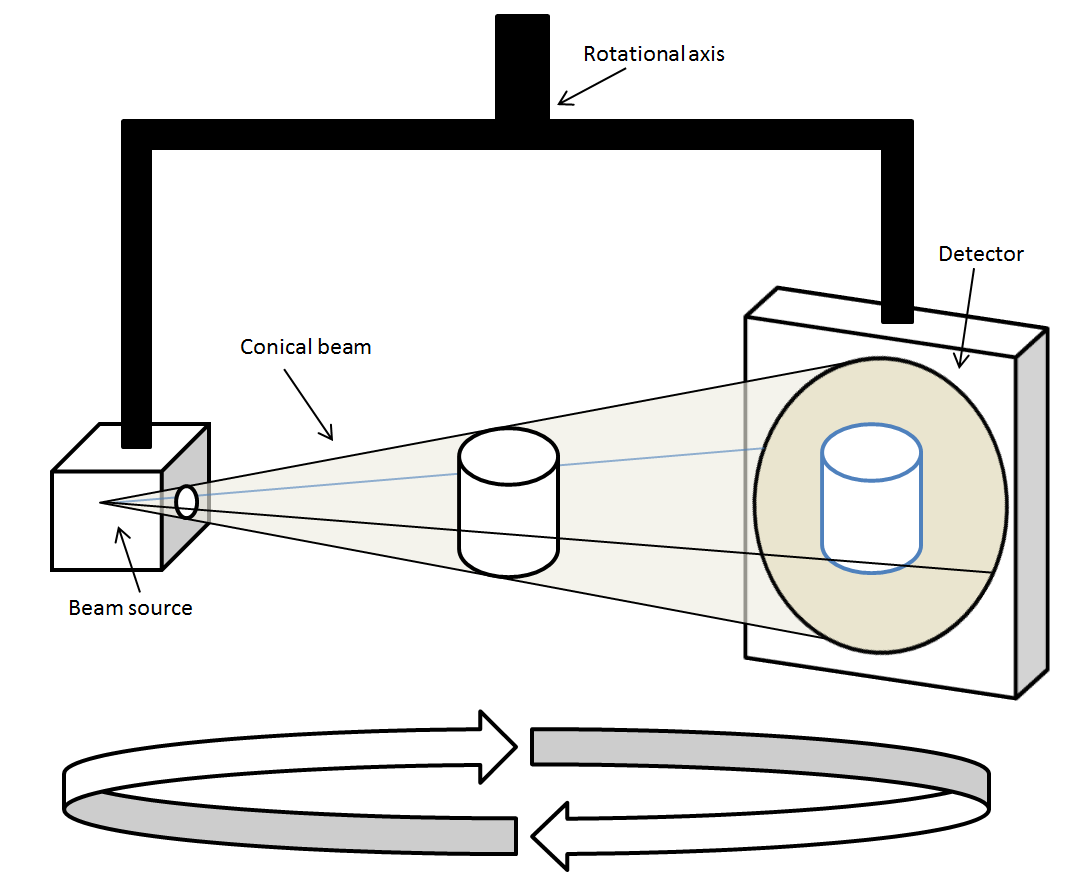
Schéma de principe du Cône beam (le système tourne autour de la tête du patient)

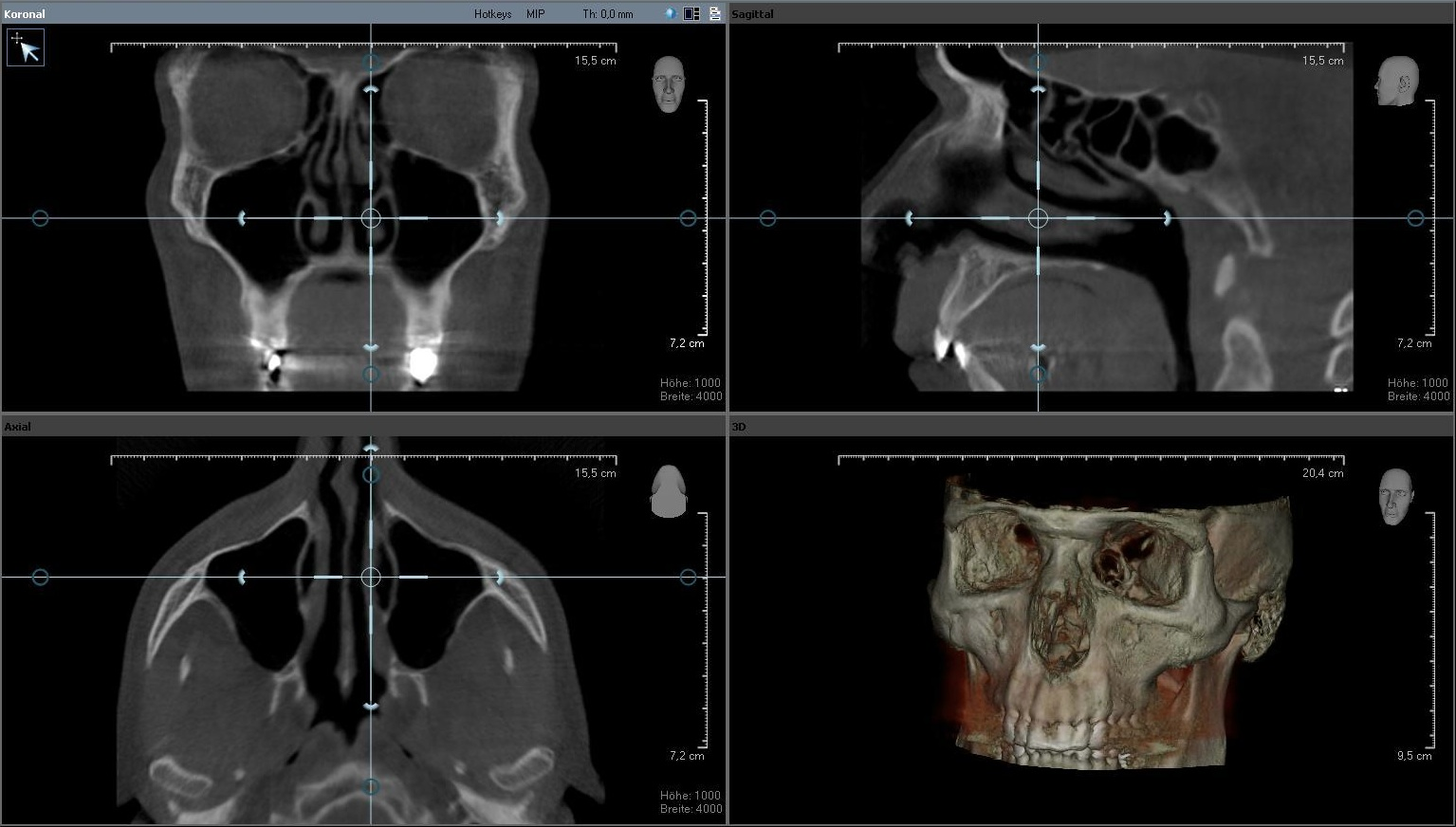
exemple d'imagerie

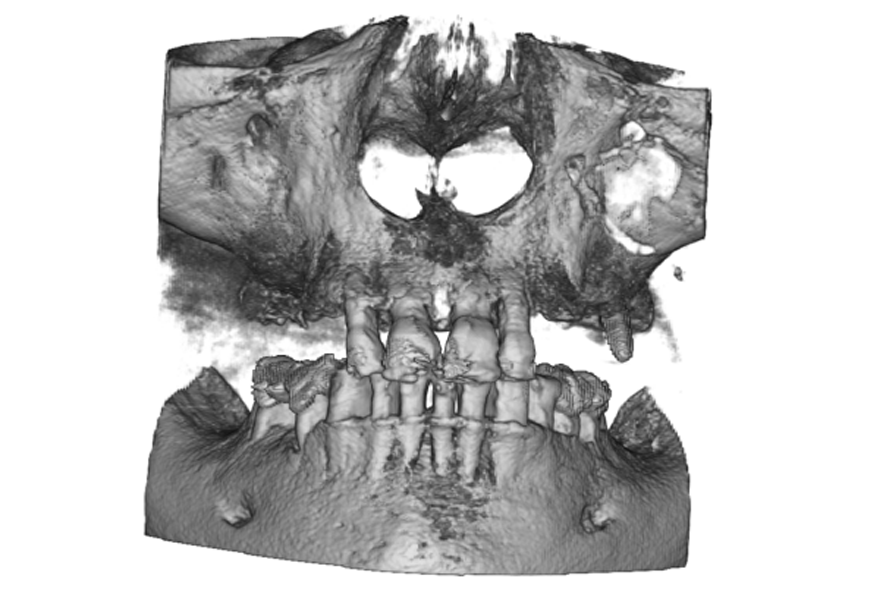
exemple d'imagerie

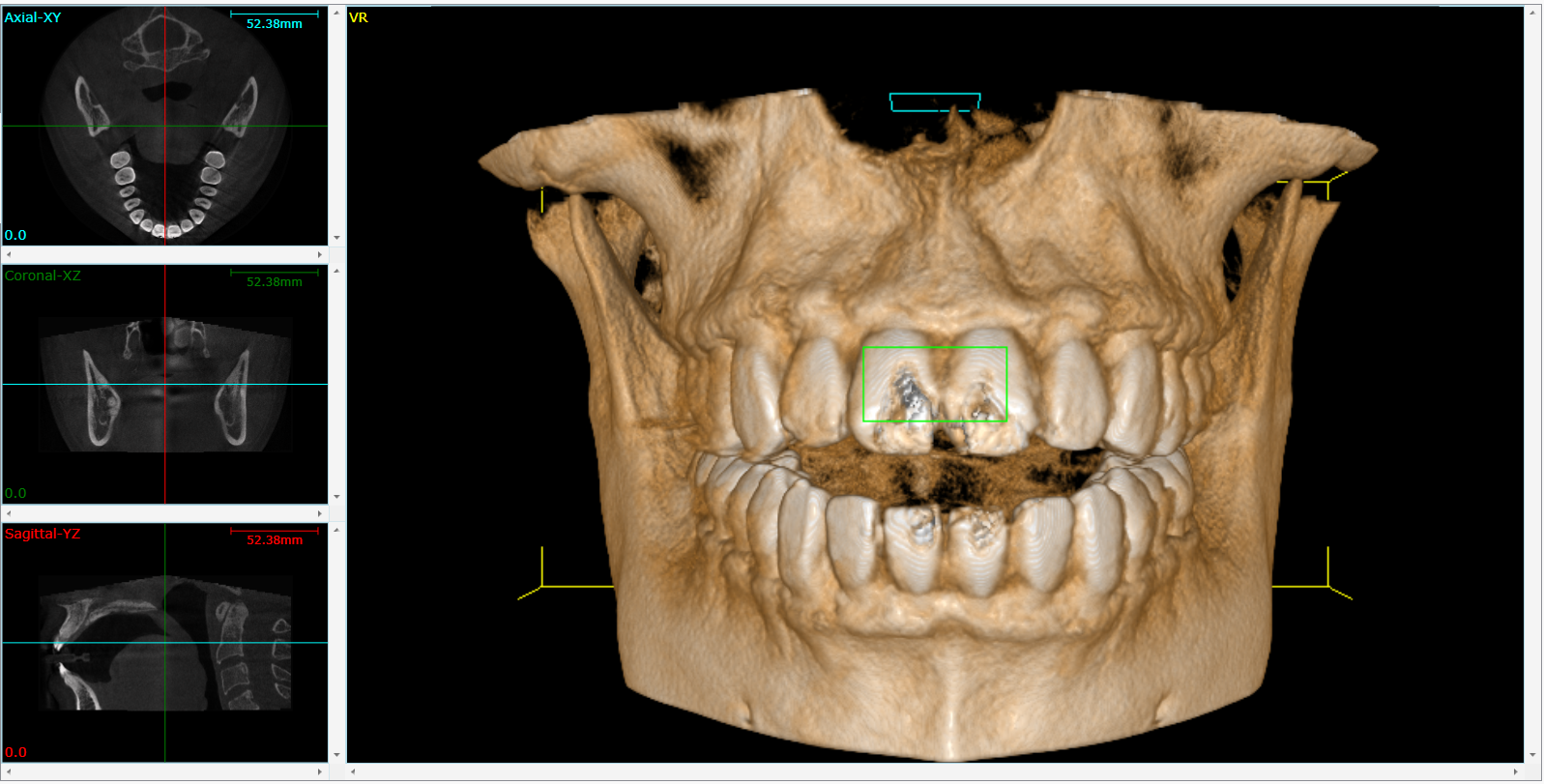
exemple d'imagerie

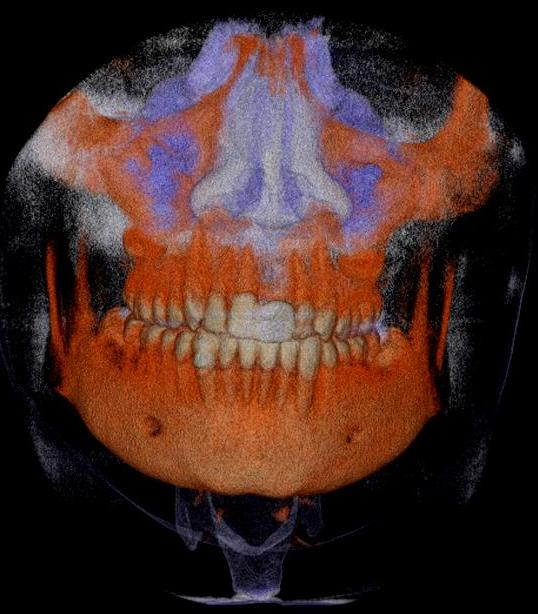
exemple d'imagerie

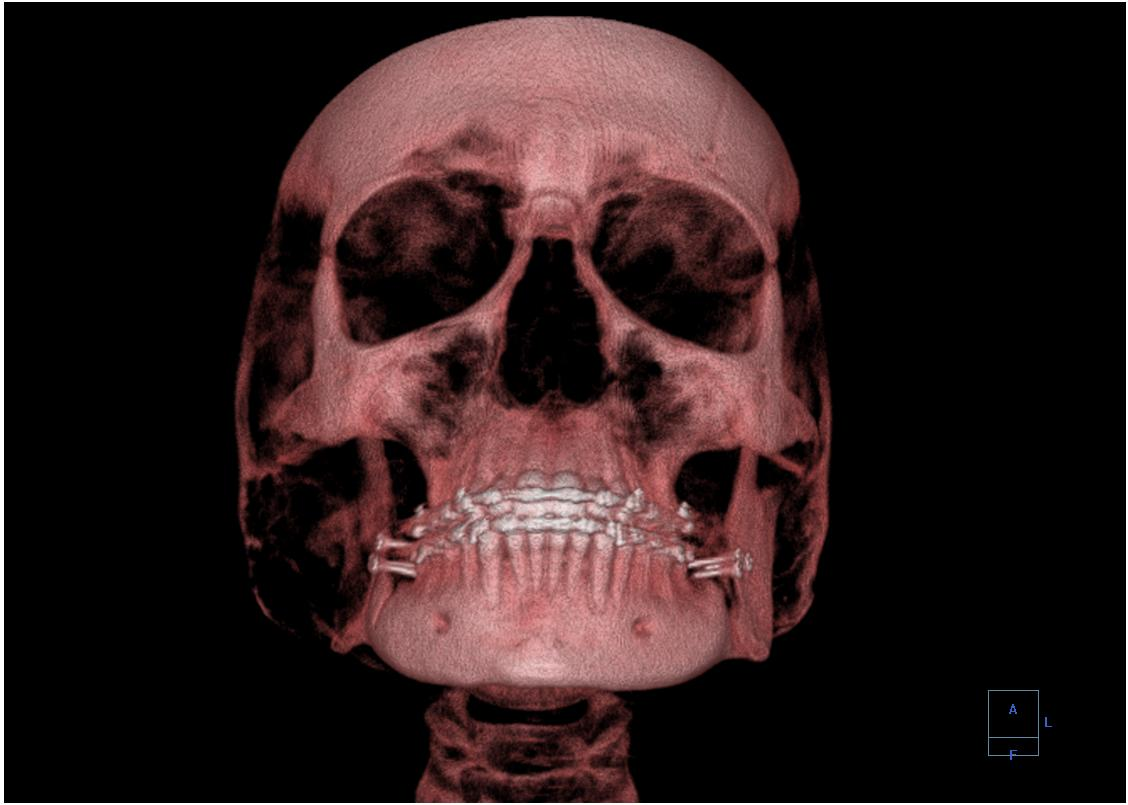
exemple d'imagerie

Cette technique est située entre le panoramique dentaire et le scanner.
Le cone beam est considéré comme ayant été un progrès important pour l’imagerie médicale. Utilisant un faisceau conique de rayons X, il permet un examen performant des tissus minéralisés (dents, cartilages, os), mettant en évidence avec une bonne précision (de l’ordre du millimètre) des lésions osseuses, fractures, infections, kystes et corps étrangers (à la suite de blessures par balles ou grenailles par exemple). Il est généralement prescrit en seconde intention après le panoramique (lequel présente l’avantage d’être 2 à 4 fois moins irradiant).

## Terminologie
Les anglophones le dénomment aussi « C-arm CT », « cone beam volume CT », ou « flat panel CT ».

## Histoire
Le cone beam apparait en 1994. 
Cette technologie est d'abord commercialisée en Europe en 1996 par QR s.r.l. avec le NewTom 9000, puis sur le marché américain à partir de 2001.
Le 25 octobre 2013, lors du Festivale della Scienza à Gênes (Italie), les découvreurs de ce procédé (Attilio Tacconi, Piero Mozzo, Daniele Godi et Giordano Ronca) ont reçu un prix pour leur invention, rapidement considérée comme révolutionnaire car ayant changé le panorama mondial de la radiologie dentaire,,.
D’abord très utilisé pour l’examen des sinus, il est de plus en plus requis par la médecine dentaire.
Le cone beam intégré est aussi devenu un outil important pour le positionnement du patient lors de radiothérapies guidées par image (ou « IGRT » pour « Image-guided radiation therapy (en) »).
Illustrations

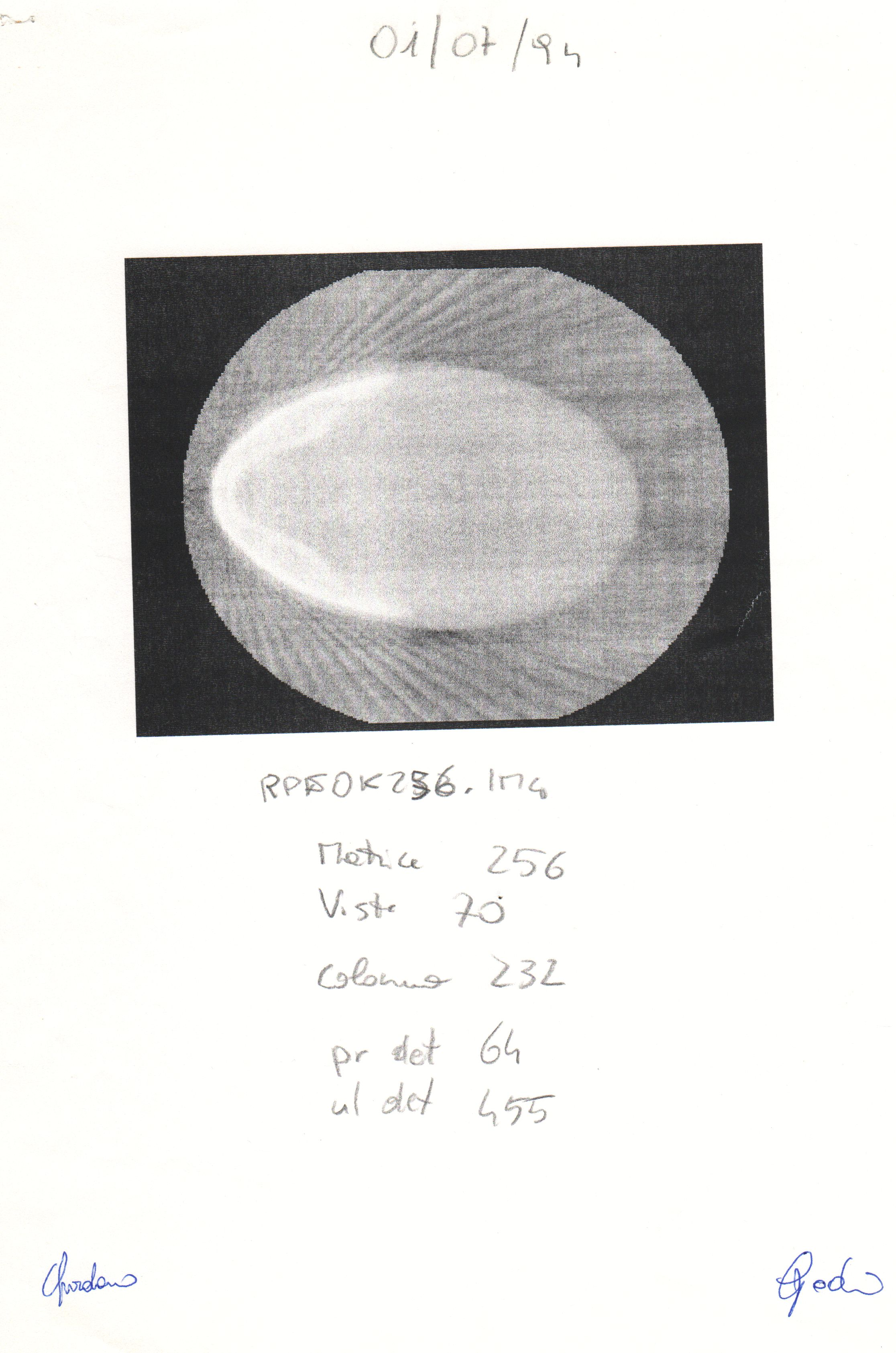
Image axiale historique (1er Cone-Beam 3D Scan fait le 1er juillet 1994
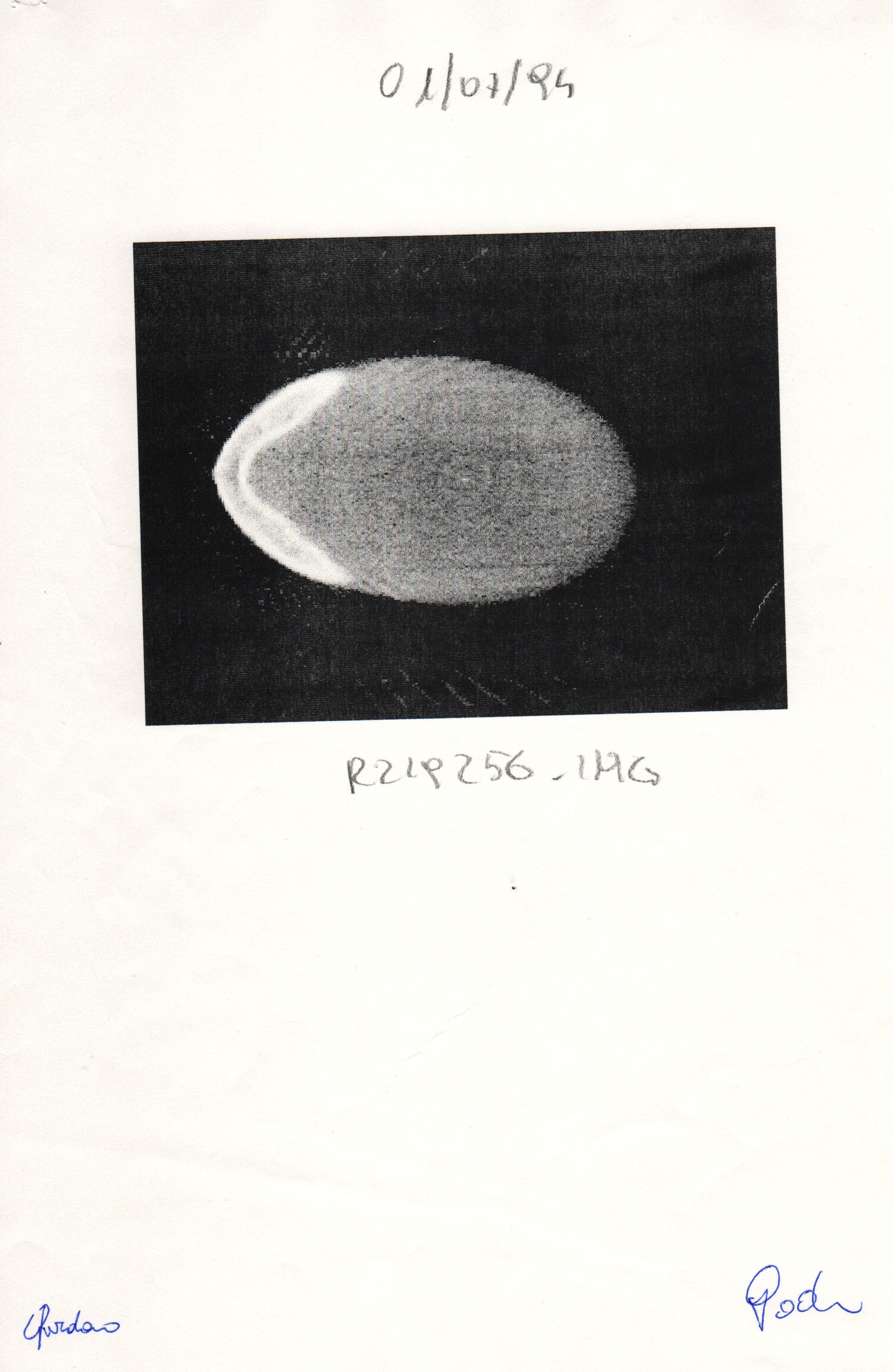
Image axiale historique (1er Cone-Beam 3D Scan fait le 1er juillet 1994
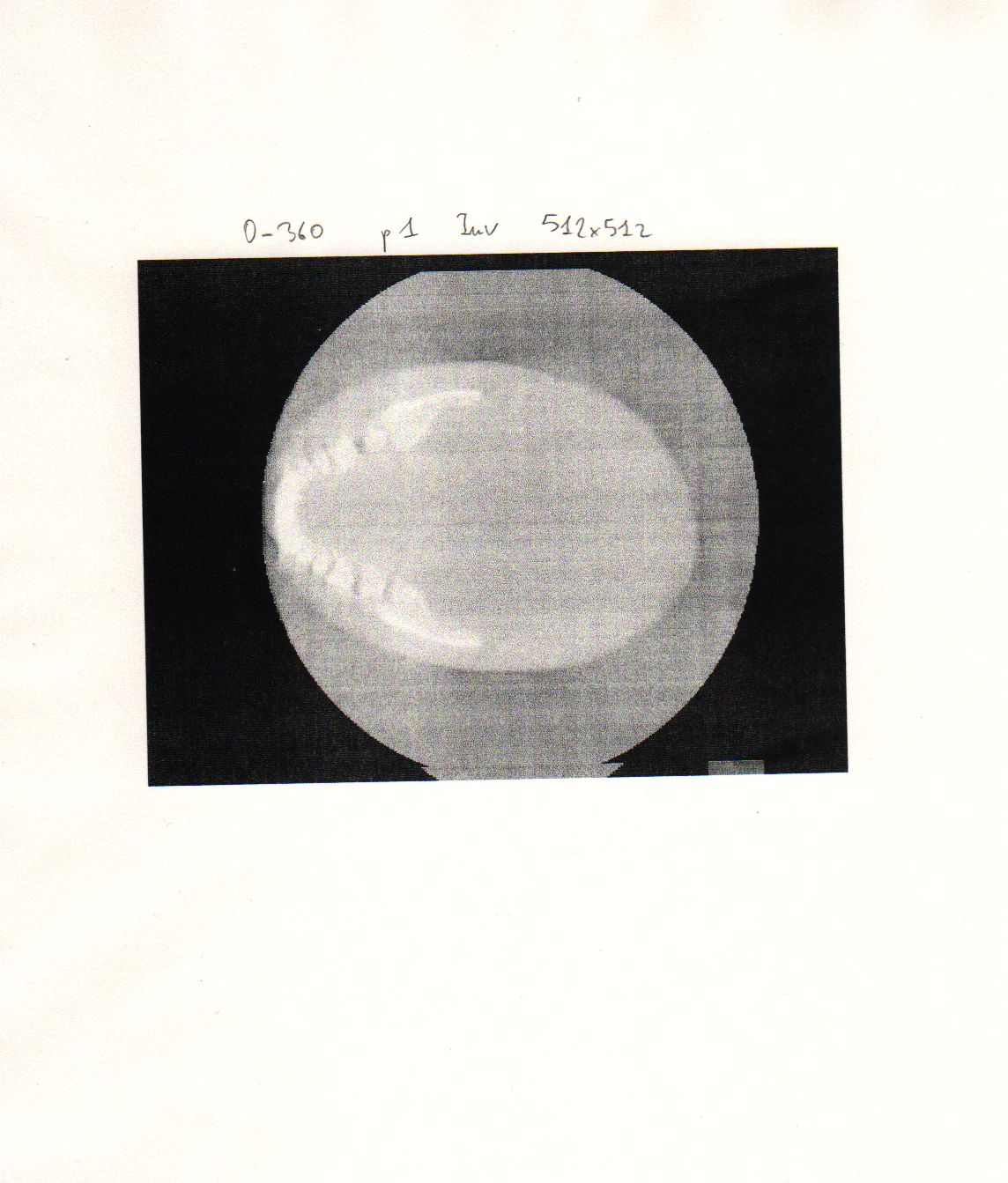
Image axiale historique (1er Cone-Beam 3D Scan fait le 1er juillet 1994
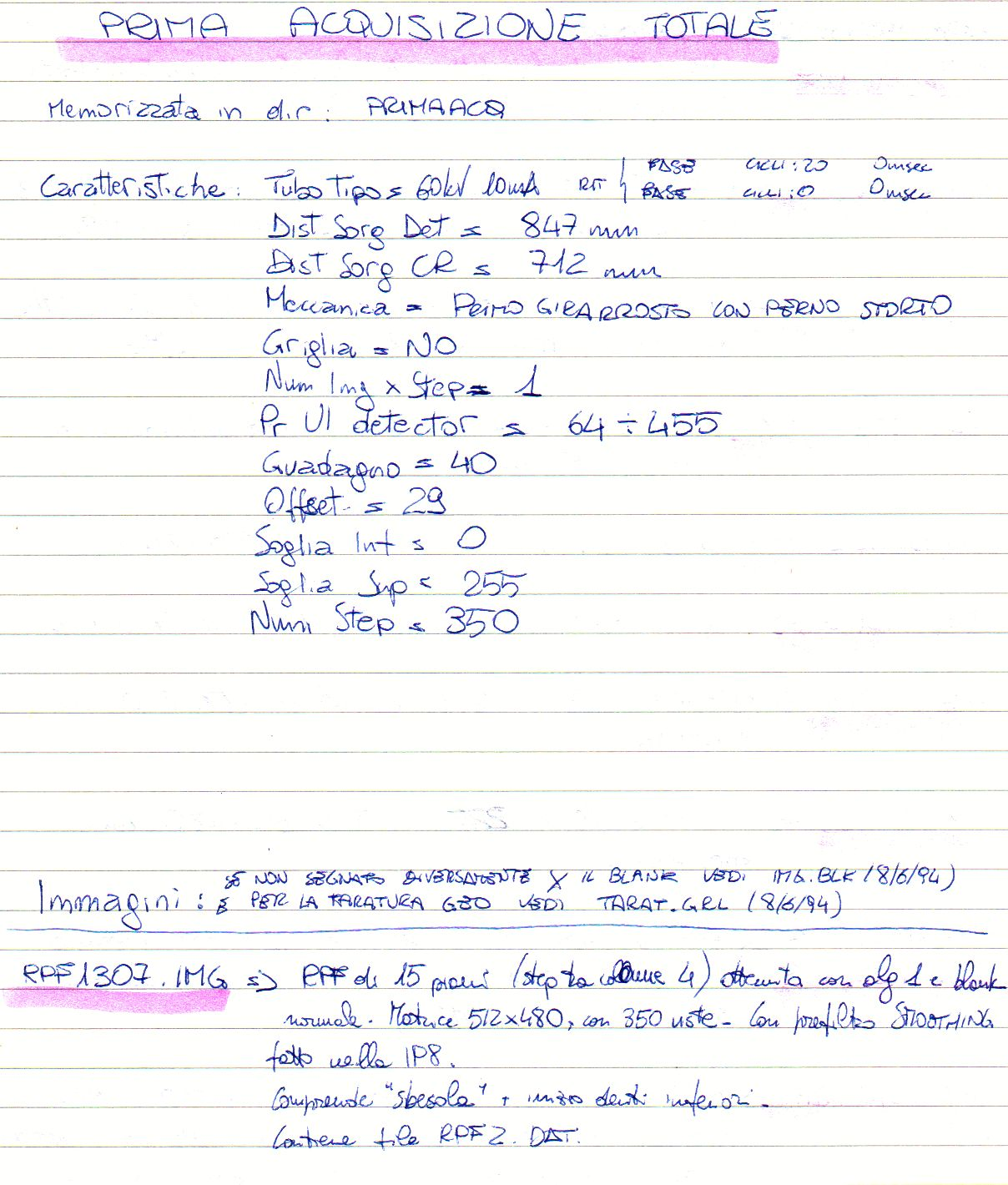
Notes originales sur le 1er Cone-Beam 3D Scan fait le 1er juillet 1994

### Technologie
Une machine tournant autour de la tête effectue, en un seul balayage rotatif de 200 degrés, un faisceau d’irradiation conique pour construire un panoramique dentaire d’une résolution similaire à celle du scanner, tout en permettant une reconstitution 3D numérique. Elle assemble jusqu’à 600 images distinctes et un ensemble de données d’intérêt volumétriques utilisées par le logiciel de numérisation et de modélisation (volume numérique composé de voxels tridimensionnels de données anatomiques qui peuvent ensuite être manipulés et visualisés avec d’autres logiciels spécialisés,).

Comme avec le scanner, le logiciel peut produire des coupes fines du volume à étudier sous plusieurs angles, mais le cone beam met mieux en évidence que le scanner les petites structures osseuses, tout en irradiant moins le patient (mais plus qu’avec un simple panoramique dentaire).
La taille de la machine tend à diminuer avec le temps.

Le patient n’a pas besoin d’être préparé (hors retrait des lunettes, bijoux et éventuelle prothèse mobile).

La procédure est rapide, proche de celle d’une radiographie dentaire classique (10 à 20 secondes durant lesquelles le patient doit être parfaitement immobile). 
La tête (ou le membre concerné) est immobilisée dans un système de contention. La mâchoire est positionnée légèrement ouverte via une pièce en plastique que le patient mord durant la radiographie, tout en restant immobile.
En radiologie interventionnelle, le patient est positionné sur la table de manière que la région d'intérêt soit centrée dans le champ du faisceau conique.

## Applications
Le cone beam met bien en évidence les os, les dents ainsi que les cartilages, les structures crâniennes osseuses (en particulier les sinus, l'ossature maxillo-faciale et la dentition). Il est utile pour l’étude de détail d’articulations (poignets, chevilles…).

Ses indications sont donc assez larges et concernent diverses disciplines, avec principalement la chirurgie maxillo-faciale, l’orthopédie, l’ORL, et la médecine dentaire pour laquelle il offre un large spectre d’applications. Le cone beam facilite en particulier grandement l'implantologie par une évaluation fine du volume osseux, de la position des nerfs et d’autres structures anatomiques sensibles.
La modélisation 3D facilite la taille, la forme et la pose d’implants les mieux adaptés à la morphologie du patient, implants dont le positionnement peut être simulé visuellement dans le modèle 3D.

### En ORL
- Certaines pathologies infectieuses ;
- Pathologies du parodonte ;
- Pathologies osseuses ;
- Kystes ;
- Pathologie des sinus maxillaires ;
- Certaines pathologies tumorales ;
- Dents incluses ;
- Implants dentaires ;
- Pathologie de l’ATM (articulation temporo-mandibulaire).

### Autres domaines
- Radiologie interventionnelle. Un scanner CBCT peut être monté sur un bras et utilisé directement en salle d'opération, et offrir une image en temps réel d’un patient stationnaire. Ceci s'avère notamment utile pour la pose de certains implants ;
- Orthopédie : cet usage est plus récent ; le CBCT offre des vues non distordues des extrémités et se montre utile pour produire des images du pied et de la cheville, le poids du corps pesant sur eux, en combinant des informations tridimensionnelles et de poids très utile pour le diagnostic et la planification chirurgicale. Un groupe d'étude international <https://www.wbctstudygroup.com> s’est créé fin 2016 pour étudier le potentiel de cette technologie dans ce domaine.

## Limitations techniques ou de sécurité
Le cone beam dépasse le panoramique dentaire ou le scanner pour les tissus durs, mais présente quelque défauts ou limites :
- il ne montre pas les tissus mous ; sa faible dosimétrie se traduit par une faible résolution en contraste le rendant peu efficient pour l’évaluation de la densité (le scanner reste donc utile) ;
- il nécessite un temps de latence (mise en place de l’engin, acquisition d'image + reconstruction logicielle de l’image qui prend 1 minute au moins à cause de la nécessité d’utiliser des algorithmes complexes de reconstruction (alors que la tomodensitométrie classique (MDCT) donne une image en « temps réel »).
L’utilisation du faisceau conique est beaucoup plus exigeante en calcul[7],[8] ;
- par rapport au MDCT, la collimation plus large se traduit par un rayonnement de dispersion accru et donc une certaine dégradation de la qualité d'image (artefacts et rapport contraste/bruit réduit). La résolution temporelle des détecteurs d'iodure de césium des CBCT ralentit le temps d'acquisition de données (5 à 20 secondes selon le matériel et la portion du corps étudiée). Ceci augmente « l'artefact de mouvement » ;
- cet outil émet des rayonnements ionisants et ne peut donc être utilisé que brièvement pour chaque patient (voir plus bas).

### Exemples d’applications cliniques
- Chemoembolisation dans le cas de la lutte contre le carcinome hépatocellulaire : le CBCT avec produit de contraste confirme le choix de l'artère appropriée pour administrer le traitement. Le produit de contraste améliore la visualisation du parenchyme irrigué par l'artère sélectionnée et révèle si la vascularisation nourrit également la tumeur. Après le traitement, le CBCT (sans produit de contraste) pourra aussi confirmer l’opacification de la tumeur par le lipiodol, montrant à l'opérateur si le traitement a bien couvert toute la tumeur ou s’il faut prévoir un traitement ultérieur[8].
- Embolisation de l'artère prostatique (dans le traitement d’une hypertrophie prostatique bénigne) : le CBCT montre les détails des tissus mous nécessaires pour visualiser l'amélioration prostatique, il aide à bien identifier les artères prostatiques et éviter une embolisation non-ciblée. Le cone beam est supérieur à la DSA (Digital subtraction angiography) pour cette thérapie en raison de la structure pelvienne complexe et d’une anatomie artérielle variable[9].
- Drainage chirurgical de certains abcès : Le CBCT confirme le bon emplacement de l'aiguille après un placement sous échographie ; il confirme aussi le bon placement du drain (en révélant une injection de produit de contraste au niveau de l'emplacement souhaité).
- Échantillonnage dans la veine surrénale (en cas d’adénome) : le CBCT amélioré par un produit de contraste aide à bien placer le cathéter pour obtenir un échantillon satisfaisant[10].
- Positionnement d'un stent intra- ou extra-cranial : le CBCT améliore le positionnement du stent par l’opérateur, mieux qu’avec la DSA et la radiographie digitale grâce à une image améliorée des relations entre le stent et les structures d’intérêt qui sont proches (parois vasculaires et lumière des anévrismes)[11]]
- Biopsie percutanée transthoracique faite à l'aiguille d’un nodule pulmonaire : le CBCT guide le placement de l'aiguille et a démontré une précision, une sensibilité et une spécificité diagnostique respectivement de 98,2 %, 96,8 % et 100 % ; et la précision diagnostique n'est pas affectée par des conditions techniquement difficiles, selon Choi et al. en 2012[12] ;
- Détection de certaines anomalies vasculaires: ainsi après certaines corrections de malformations artérioveineuses, le CBCT détecte avec une bonne sensibilité de petits infarctus dans des tissus qui ont été «sacrifiés» pendant la procédure afin d'empêcher une nouvelle dérivation. Le tissu « infarcté » apparaît comme une petite zone de rétention de contraste ;
- Interventions vasculaires périphériques ;
- Interventions biliaires ;
- Interventions de la colonne vertébrale ;
- Interventions d'entérotomie.

## Modèles
Il existe maintenant des dizaines de modèles. Parmi les principaux systèmes commercialisés (qui diffèrent notamment pour la durée de la rotation, le nombre de projections acquises, la qualité de l’image et le temps nécessaire à la reconstitution 3D par le logiciel) figurent :
- C-arm CBCT (États-Unis) ;
- DynaCT (Siemens Medical Solutions, Forchheim, Allemagne) ;
- XperCT (Philips Medical Systems, Eindhoven, Pays-Bas) ;
- Innova CT (GE Healthcare, Waukesha, Wisconsin).

## Dosimétrie d’irradiation
La dosimétrie globale du cone beam est intermédiaire entre celle du scanner (plus irradiant) et celle du panoramique dentaire (moins irradiant) .
Il permet de focaliser le faisceau sur le seul champ d’examen sur la zone à étudier (par exemple un groupe de dents, ou une mâchoire), réduisant l’irradiation du reste du crâne.

## Risques
Ils sont du même type que pour toute radiographie.
La dose totale de rayonnement d’un cone beam sera toutefois généralement inférieure aux autres examens radiologiques (qui couvrent une zone plus large), mais tout en dépassant — et de plusieurs fois — la dose reçue en cas d’examens dentaires conventionnels aux rayons X,,,. Ces doses sont parfois injustement comparées à celle qu'un individu recevrait lors d’un vol d'avion de longue durée, mais cette comparaison ne tient pas compte du fait que la dose de CBCT n'est appliquée qu'à une section très étroite du corps.
Les risques induits par les radiations sont a priori nettement plus élevés pour les enfants et les adolescents, qui sont en pleine croissance et ont devant eux une durée de vie plus longue permettant à des cancers d’émerger ; et ils sont proportionnellement plus sensibles à des erreurs dues à l'exposition. Les enfants ont en outre un risque estimé d'incidence du cancer et de mortalité par unité de dose de rayonnement ionisant plus élevé. Il est donc recommandé que les enfants et adolescents ne subissent que l’exposition médicalement nécessaire.
Une éventuelle grossesse doit être signalée au médecin et à l'opérateur.

## Réglementation
Le cone beam doit répondre à certaines normes, comporter un blindage contre les radiations et, comme tous les outils de radiographie, son usage est réglementé.
Les bonnes pratiques recommandent d’utiliser le FOV le plus petit possible, la plus petite taille de voxel, le réglage mA le plus bas et le temps d'exposition le plus court en conjonction avec un mode d'acquisition pulsé.
Sauf pour certains métiers (industrie nucléaire, certains militaires…), il appartient au patient de conserver un registre de son exposition radiologique à vie et de peser les risques par rapport aux avantages.